# Megastigmus
Megastigmus is een geslacht van vliesvleugeligen uit de familie Torymidae. De wetenschappelijke naam van dit geslacht is voor het eerst geldig gepubliceerd in 1820 door Dalman.

## Soorten
Het geslacht Megastigmus omvat de volgende soorten:
- Megastigmus acaciae Noble, 1939
- Megastigmus aculeatus (Swederus, 1795)
- Megastigmus albifrons Walker, 1869
- Megastigmus albizziae Mukerji, 1950
- Megastigmus amamoori Girault, 1925
- Megastigmus amelanchieris Cushman, 1918
- Megastigmus americanus Milliron, 1949
- Megastigmus amicorum Boucek, 1969
- Megastigmus asteri Ashmead, 1900
- Megastigmus atedius Walker, 1851
- Megastigmus atlanticus Roques & Skrzypzynska, 2003
- Megastigmus banksiae (Girault, 1929)
- Megastigmus bipunctatus (Swederus, 1795)
- Megastigmus borriesi Crosby, 1913
- Megastigmus borus Walker, 1839
- Megastigmus brachychitoni Froggatt, 1905
- Megastigmus brachyscelidis Ashmead, 1900
- Megastigmus brevicaudis Ratzeburg, 1852
- Megastigmus brevivalvus (Girault, 1926)
- Megastigmus caperatus Milliron, 1949
- Megastigmus carinus Xu & He, 1995
- Megastigmus cecili Girault, 1929
- Megastigmus cellus Xu & He, 1995
- Megastigmus certus Nikol'skaya, 1966
- Megastigmus chamaecyparidis Kamijo, 1958
- Megastigmus chrisburwelli Doganlar & Hassan, 2010
- Megastigmus cotoneastri Nikol'skaya, 1952
- Megastigmus cryptomeriae Yano, 1918
- Megastigmus cupressi Mathur, 1955
- Megastigmus cynipedis (Cuvier, 1833)
- Megastigmus darlingi (Girault, 1940)
- Megastigmus dharwadicus Narendran & Vastrad, 2010
- Megastigmus distylii Kamijo, 1979
- Megastigmus drances Walker, 1839
- Megastigmus duclouxiana Roques & Pan, 1995
- Megastigmus erolhasani Doganlar & Hassan, 2010
- Megastigmus eucalypti Girault, 1915
- Megastigmus ezomatsuanus Hussey & Kamijo, 1958
- Megastigmus fidus Nikol'skaya, 1966
- Megastigmus fieldingi Girault, 1915
- Megastigmus firmae Kamijo, 1962
- Megastigmus flavivariegatus Girault, 1915
- Megastigmus floridanus Milliron, 1949
- Megastigmus formosana Roques & Pan, 2006
- Megastigmus formosus Milliron, 1949
- Megastigmus fulvipes (Girault, 1913)
- Megastigmus fuscicornis Girault, 1913
- Megastigmus gahani Milliron, 1949
- Megastigmus gravis Nikol'skaya, 1966
- Megastigmus grotiusi Girault, 1915
- Megastigmus herndoni Girault, 1935
- Megastigmus hilaris Girault, 1929
- Megastigmus hilli Dodd, 1917
- Megastigmus hoffmeyeri Walley, 1932
- Megastigmus hypogeus (Hussey, 1956)
- Megastigmus iamenus Walker, 1839
- Megastigmus immaculatus Ashmead, 1905
- Megastigmus inamurae Yano, 1918
- Megastigmus judikingae Doganlar & Hassan, 2010
- Megastigmus juniperi Nikol'skaya, 1952
- Megastigmus karnatakensis Narendran, 2003
- Megastigmus kashmiricus Sureshan, 2009
- Megastigmus koebelei Ashmead, 1904
- Megastigmus laricis Marcovitch, 1914
- Megastigmus lasiocarpae Crosby, 1913
- Megastigmus lawsoni Doganlar & Hassan, 2010
- Megastigmus leeuweni Ferrière, 1929
- Megastigmus likiangensis Roques & Sun, 1995
- Megastigmus limoni (Girault, 1926)
- Megastigmus longicauda Girault, 1913
- Megastigmus maculatipennis (Girault, 1913)
- Megastigmus mali Nikol'skaya, 1952
- Megastigmus mariannensis Fullaway, 1946
- Megastigmus melanus Milliron, 1949
- Megastigmus melleus Girault, 1915
- Megastigmus mercatori (Girault, 1940)
- Megastigmus milleri Milliron, 1949
- Megastigmus nigripropodeum Girault, 1934
- Megastigmus nigrovariegatus Ashmead, 1890
- Megastigmus pallidiocellus Girault, 1929
- Megastigmus pascali (Girault, 1933)
- Megastigmus pergracilis Girault, 1915
- Megastigmus physocarpi Crosby, 1913
- Megastigmus pictus (Förster, 1841)
- Megastigmus pingii Roques & Sun, 1995
- Megastigmus pinsapinis Hoffmeyer, 1931
- Megastigmus pinus Parfitt, 1857
- Megastigmus pistaciae Walker, 1871
- Megastigmus pourthiaeae Kamijo, 1962
- Megastigmus pseudomali Xu & He, 1995
- Megastigmus pseudotsugaphilus Xu & He, 1995
- Megastigmus quadrifasciativentris Girault, 1915
- Megastigmus quadrisetae Girault, 1927
- Megastigmus quinquefasciatus Girault, 1915
- Megastigmus quinquesetae (Girault, 1934)
- Megastigmus rafni Hoffmeyer, 1929
- Megastigmus rigidae Xu & He, 1998
- Megastigmus rosae Boucek, 1971
- Megastigmus sabinae Xu & He, 1989
- Megastigmus schimitscheki Novicky, 1954
- Megastigmus sexsetae Girault, 1927
- Megastigmus sinensis Sheng, 1989
- Megastigmus somaliensis Hussey, 1956
- Megastigmus sonneratiae Narendran & Girish Kumar, 2010
- Megastigmus speciosus Girault, 1915
- Megastigmus specularis Walley, 1932
- Megastigmus spermotrophus Wachtl, 1893
- Megastigmus strobilobius Ratzeburg, 1848
- Megastigmus sulcicollis Cameron, 1912
- Megastigmus suspectus Borries, 1895
- Megastigmus tasmaniensis Girault, 1913
- Megastigmus thomseni (Hussey, 1956)
- Megastigmus thuriferana Roques & El Alaoui, 2006
- Megastigmus thuyopsis Yano, 1918
- Megastigmus thyoides Kamijo, 1997
- Megastigmus tostini Girault, 1934
- Megastigmus transvaalensis (Hussey, 1956)
- Megastigmus trisulcatus (Girault, 1915)
- Megastigmus tsugae Crosby, 1913
- Megastigmus tsugaphilus Kamijo, 1958
- Megastigmus validus Nikol'skaya, 1966
- Megastigmus variegatus Strand, 1911
- Megastigmus viggianii Narendran & Sureshan, 1988
- Megastigmus voltairei (Girault, 1925)
- Megastigmus wachtli Seitner, 1916
- Megastigmus walsinghami Girault, 1929
- Megastigmus zebrinus Grissell, 2006
- Megastigmus zvimendeli Doganlar & Hassan, 2010